# Streichlerturm

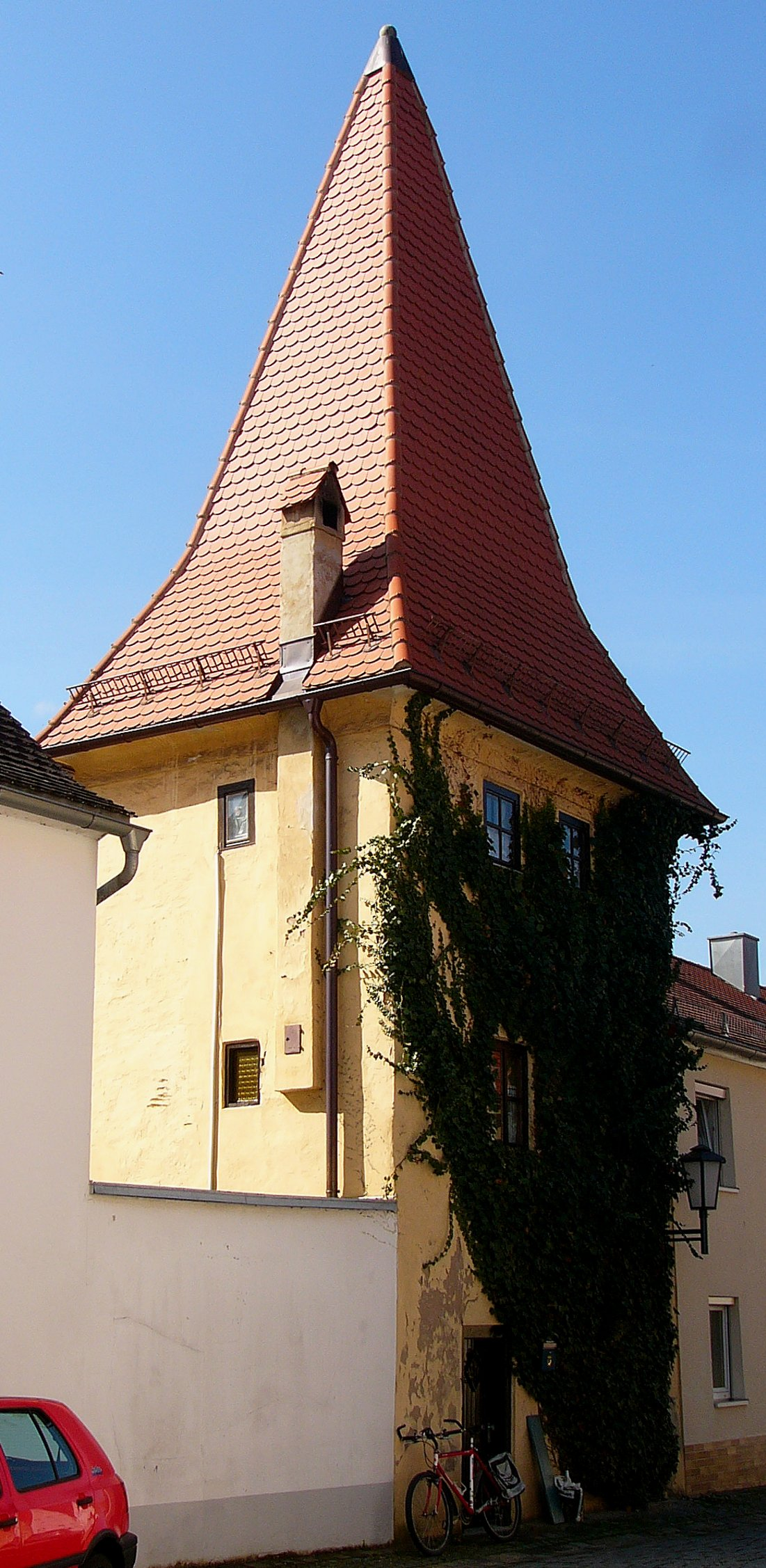
Streichlerturm

Der sogenannte Streichlerturm ist ein Teil der mittelalterlichen Stadtbefestigung der Stadt Greding. Er liegt an der Badergasse.
Es handelt sich um einen dreigeschossigen Massivbau mit Spitzhelm. Die angrenzende Stadtmauer ist nicht mehr vorhanden. Der Turm wurde um 1400 errichtet.